# Cheap
Cheap（1987年11月18日—），本名鄭才暐，是臺灣YouTuber及實況主、Aoetw創建者及站長、行人零死亡推動聯盟成員，新北市永和區出身，Cheap擅長將歷史搭配電玩遊戲世紀帝國結合，利用遊戲畫面背景來講解歷史，客家人。

## 頻道

### 契機
2018年10月，他利用遊戲裡的戰爭場面製作成一部敘述晚清第二次鴉片戰爭中八里橋之戰的影片並引起熱烈迴響，這樣的結果使他受到鼓舞，便開始利用工作暇餘去製作其他歷史題材的影片，同時也會在玩遊戲時開實況與網友聊天互動。

### 記事
- 2007年10月19日創立個人YouTube頻道
- 2008年1月上傳第一個影片，名爲「東吳大學日文系一年級魔鬼教學」
- 2017年5月開始上傳電玩遊戲《世紀帝國》的影片
- 2019年3月正式轉為全職YouTuber，以講解歷史為主[9]

## 獎項紀錄
| 年份   | 典禮        | 獎項         | 作品                                                                        | 結果 |
| ------ | ----------- | ------------ | --------------------------------------------------------------------------- | ---- |
| 2022年 | 第4屆走鐘獎 | 最佳影響力獎 | 一部業配看交通局的官威有多大 歧視機車的影片 我可不接喔 【為什麼機車很危險】 | 獲獎 |
| 2023年 | 第5屆走鐘獎 | 最佳影響力獎 | 離譜！一年死亡3000人 臺灣交通為什麼這麼亂？                                 | 入圍 |

## 爭議
2023年11月，曾公開發文支持Joeman，被抨擊之後發文道歉自清。
同年12月，桃園一名國中學生以臺灣交通為主題，定名為《帝王條款》的畫作參加「全國學生美術比賽」得到特優獎。Cheap於臉書發表文章，認為這是學校教育引導下的作品、不適合得到獎項等等的批評言論，在網路上引起各界廣泛議論，學校因此而曾將祝賀文撤下。經過多日話題討論，在12月15日，Cheap於臉書上發出道歉文，表示不應該說出要追回獎項言論。

## 外部連結
- YouTube上的cheap頻道
- Cheap的Instagram帳戶
- Cheap的Facebook專頁